# Vira Lata (telenovela)
Vira Lata é uma telenovela brasileira produzida e exibida pela TV Globo de 1 de abril a 27 de setembro de 1996, em 155 capítulos. Substituiu Cara & Coroa e foi substituída por Salsa e Merengue, sendo a 53ª "novela das sete" produzida pela emissora.
Escrita por Carlos Lombardi, com a colaboração de Vinícius Vianna e Maurício Arruda, contou com a direção de Rogério Gomes, Marcelo Travesso e Alexandre Boury. A direção geral e de núcleo foram de Jorge Fernando.
Contou com as atuações de Andréa Beltrão, Murilo Benício, Humberto Martins, Marcello Novaes, Carolina Dieckmmann, Vanessa Lóes, Mário Gomes e Glória Menezes.

## Enredo
Quando o promotor público Bráulio Vianna descobre que sua mulher, Helena lhe ocultava que seu pai, Moreyra, é um estelionatário procurado pela polícia, exige que ela escolha entre suas pequenas filhas, Geovana e Juliana, ou seu pai. Helena então viaja para Florianópolis para refletir e tomar uma decisão. Lá ela conhece Lenin, por quem se apaixona. Ao saber que seu pai era traído por seu cunhado Ítalo e que sua família lutava pelo poder, Helena decide ajudar o pai, que corria perigo de vida, e assim some com ele.
Enquanto isso, Pietra, mulher sensual e maquiavélica, volta à vida dos irmãos Wanderpetroviktz, seduzindo Lenin e Fidel, que se debate entre o amor pela doce Renata e a paixão por Pietra. O caçula, Mussolini, é apaixonado secretamente por Renata e conta com o apoio de Pietra, que cria situações de conflito entre Lenin e Renata. Mas o conflito maior acontece quando o "encrenqueiro" Lenin envolve o certinho Fidel em uma enrascada, e faz de tudo para livrar o irmão da cadeia. Para completar, aparece a mãe dos irmãos Lenin e Fidel, Laura, que os abandonou e agora ambiciona a herança da família, lutando para os separar. E na família há um estigma, um dos irmãos deverá morrer portador de uma doença congênita.
Ainda há as peripécias do atrapalhado Ângelo, na sua tentativa de fugir da mulher, Stella, louca para pôr a mão no marido, que só faz aprontar.

## Elenco
| Interprete           | Personagem                                       |
| -------------------- | ------------------------------------------------ |
| Andréa Beltrão       | Maria Helena Moreyra Vianna (Lê)                 |
| Humberto Martins     | Lênin Botelho Wanderpetrokovtz                   |
| Murilo Benício       | Bráulio                                          |
| Marcello Novaes      | Fidel Wanderpetrokovtz                           |
| Carolina Dieckmmann  | Renata Perez                                     |
| Glória Menezes       | Stella Taques Visconti                           |
| Betty Lago           | Valquíria Mendes                                 |
| Vanessa Lóes         | Pietra Maria Claudia Dana Laura Sula Abreu Mello |
| Cláudio Marzo        | Lupércio Wanderpetrokovtz                        |
| Mário Gomes          | Ângelo Visconti                                  |
| Susana Vieira        | Laura Taques                                     |
| Deborah Secco        | Bárbara Sousa (Tatu)                             |
| Patrycia Travassos   | Penélope Mary                                    |
| Luciano Vianna       | Diogo Mussolini                                  |
| Ary Fontoura         | Aurélio                                          |
| Jorge Dória          | Aderbal Pinto Moreyra (Moreyra)                  |
| Nair Bello           | Antonieta (Tônia)                                |
| Maria Zilda          | Cassandra Moreira                                |
| Rômulo Arantes       | Ítalo                                            |
| Cinira Camargo       | Dra. Antígone                                    |
| Felipe Martins       | Esmeraldo Gigante                                |
| Roberto Bataglin     | Aquiles                                          |
| Kadu Moliterno       | Romeu                                            |
| Mário Cardoso        | Brochado                                         |
| Ivone Hoffman        | Aliança                                          |
| Luana Piovani        | Wânia                                            |
| Tuca Andrada         | Toco                                             |
| Inês Galvão          | Marylin                                          |
| Eduardo Caldas       | Toquinho                                         |
| Duda Ribeiro         | Obséquio                                         |
| Kananda Raia         | Juliana                                          |
| Alessandra Aguiar    | Geovanna                                         |
| João Rebello         | Danilo (Nilo)                                    |
| Eri Johnson          | Ralf                                             |
| Virgínia Novick      | Sílvia Paes                                      |
| Luiz Guilherme       | Custódio                                         |
| Cleyde Blota         | Patrícia                                         |
| Raquel Nunes         | Duda                                             |
| Catarina Abdalla     | Rosa                                             |
| Rejane Goulart       | Maria Clara                                      |
| Georgiana Góes       | Celina                                           |
| Talita Castro        | Branca                                           |
| Thalma de Freitas    | Dolores da Silva                                 |
| Matheus Carrieri     | Frederico                                        |
| Paulo Reis           | Celso                                            |
| Rosane Gofman        | Odete                                            |
| Gerson Brenner       | Amadeu                                           |
| Dalmo Cordeiro       | Cosme                                            |
| Marcelo Barros       | Damião                                           |
| Jarbas Toledo        | Batman                                           |
| Antônio Entriel      | Robin                                            |
| Lúcia Helena Canário | Joana                                            |
| Lyla Collares        | Márcia                                           |

Participações especiais
- Jorge Fernando - Baba Ovo
- Monique Alfradique - menina que ajuda Ângelo a ver Valquíria
- Élcio Romar - diretor do presídio

## Audiência
Teve média geral de 36 pontos, tendo uma audiência estável

## Curiosidades
O título da novela é referência aos cachorros da protagonista Helena (Andréa Beltrão).
A trama causou muitas polêmicas em relação ao seu conteúdo. Pelo fato de os personagens apresentarem má conduta no enredo, muitos telespectadores temeram que eles influenciassem as pessoas na vida real. Além disso, temas como sexo, drogas, corrupção e violência também incomodaram muito o público.
Carolina Dieckmann acabou virando a heroína da história, pois, segundo o autor, era necessário que uma mocinha romântica cativasse o público.
Eduardo Moscovis teve se afastar da trama devido a um problema pessoal e foi substituído por Matheus Carrieri. Mas mesmo assim foi creditado na abertura da trama do começo até o final.

## Trilha sonora
Fonte: Teledramaturgia – Trilha sonora.

### Nacional
Capa: Humberto Martins
1. "A Queda" - Lobão (tema de Fidel)
2. "Devagar, Devagarinho" - Martinho da Vila (tema de Bráulio)
3. "Baby" - Paulo Ricardo (tema de Lênin)
4. "Tango Para Teresa" - Ângela Maria e Agnaldo Timóteo (tema de Aurélio)
5. "Templo" - Renata Arruda (tema de Renata)
6. "Só Quem Amou Demais" - Chitãozinho & Xororó
7. "Cachorro Vira-Lata" - Baby do Brasil (tema de abertura)
8. "Na Estrada" - Marisa Monte (tema de Helena)
9. "Contigo en la Distância" - Caetano Veloso (tema de Stela)
10. "Jardins da Babilônia" - Barão Vermelho (tema geral)
11. "Linhas Tortas" - Marina Lima (tema de Walkíria)
12. "Fica" - Bantus (tema de Ângela)
13. "Na Rua, Na Chuva, Na Fazenda (Casinha de Sapé)" - Kid Abelha (tema de Tatu)
14. "Detalhes" - Erasmo Carlos (tema de Fidel e Pietra)

### Internacional
Capa: Marcello Novaes
1. "Wonderwall" - Oasis (tema de Laura)
2. "How Deep Is Your Love" - Take That (tema de Renata e Fidel)
3. "Lunes Martes" - Ambra (tema de Pietra e Fidel)
4. "Gonna Be My Baby" - Double You (tema de Ângelo e Walkíria)
5. "Before You Walk Out Of My Life" - Monica
6. "I Love To Love" - Randy Bush (tema de Celina)
7. "Crying In The Rain" - Culture Beat (tema de Wânia)
8. "La Mia Storia Tra le Dita" - Gianluca Grignani (tema de Lênin e Maria Helena)
9. "Monalisa" - Rob'n'Raz (tema de Mussolini)
10. "The Lions Sleeps Tonight" - Ally & Jo (tema de núcleo infantil)
11. "Land Of Dreaming (Radio US Mix)" - Masterboy
12. "Salvation" - The Cranberries (tema das cenas de ação)
13. "I Found Faith" - Silent (tema de Tatu)
14. "Ride On The Rhythm" - BlackWood (tema de Lênin)